# Phymatopteris tibetana
Phymatopteris tibetana là một loài thực vật có mạch trong họ Polypodiaceae. Loài này được (Ching & S.K. Wu) W.M. Chu miêu tả khoa học đầu tiên năm 1992.